# Hypostomus paucipunctatus
Hypostomus paucipunctatus är en fiskart som beskrevs av Hollanda Carvalho och Weber 2005. Hypostomus paucipunctatus ingår i släktet Hypostomus och familjen Loricariidae. Inga underarter finns listade i Catalogue of Life.